# Aeroport de Tacuarembó
L'Aeroport de Tacuarembó (IATA: TAW, OACI: SUTB) és un aeroport que es troba a Tacuarembó, al nord de l'Uruguai, i serveix la mateixa ciutat.